# My Little Love
«My Little Love» es una canción interpretada por la cantautora británica Adele, incluida en su cuarto álbum de estudio, 30. La compuso junto a su productor, Greg Kurstin, y la publicó el 19 de noviembre de 2021, bajo el sello Columbia Records. Se trata de un tema que fusiona elementos del jazz, R&B y soul, con un ritmo inspirado en la música de los años 1970 e influencias del góspel. La composición integra fragmentos de notas de voz en los que Adele conversa con su hijo para explicar cómo le afectó el divorcio y para solicitar su comprensión y perdón.
La recepción de la crítica musical fue, en general, favorable. Diversos analistas la compararon con obras de Marvin Gaye, entre otros referentes, y destacaron su emotividad y vulnerabilidad. No obstante, algunos críticos consideraron excesiva la inclusión de las notas de voz. En cuanto a su desempeño comercial, logró posicionarse entre los veinte primeros lugares en Australia, Canadá, Islandia, los Países Bajos, Nueva Zelanda y Suecia, y alcanzó el top 40 en otros mercados internacionales.

## Antecedentes
En 2018, Adele comenzó a trabajar en su cuarto disco. Se divorció de Simon Konecki en septiembre de 2019, un hecho que marcó de forma decisiva el proyecto. Consciente del impacto de la separación en su hijo de nueve años, grabó conversaciones periódicas con él, aconsejada por su terapeuta. Estas charlas inspiraron el álbum, escrito como un intento para explicarle las razones de la separación. Adele compuso «My Little Love» junto a Greg Kurstin, quien ya había producido varios temas de su tercer álbum, 25. Durante una de esas conversaciones, su hijo expresó: «no puedo verte». Inspirada por esas palabras, ideó la canción al día siguiente en el estudio e incorporó fragmentos de las grabaciones de dicha conversación, influida por el estilo de los raperos Tyler, the Creator y Skepta. Consideró que ese detalle sería «un buen toque» para sus seguidores y, además, le permitió «ordenar parte del caos emocional que obstruía su capacidad de expresar sus sentimientos». Dijo que escuchar esta canción «aliviaba su ansiedad sobre si respondía adecuadamente a las inquietudes de su hijo». Aunque previó que, con el tiempo, él podría rechazarla, la consideró importante y la incluyó en el álbum. El sencillo principal del disco, «Easy on Me», se lanzó el 14 de octubre de 2021, y el 1 de noviembre de ese mismo año Adele dio a conocer la lista de temas, en la que «My Little Love» ocupaba el tercer puesto. Estuvo disponible para descarga digital desde el lanzamiento de 30.

## Composición
«My Little Love» tiene una duración de 6 minutos y 29 segundos. Kurstin la produjo y, junto a Julian Burg, se encargó de la ingeniería en los No Expectations Studios de Los Ángeles. En la grabación, interpretó el bajo, el mellotron, el piano y la steel guitar, mientras que Chris Dave aportó la batería y la percusión. David Campbell organizó y dirigió los arreglos de cuerdas y la orquesta, registrados en el estudio EastWood Scoring Stage de Burbank, California. La mezcla estuvo a cargo de Tom Elmhirst en los Electric Lady Studios de Nueva York, y la masterización la realizó Randy Merrill en el estudio Sterling Sound, en Edgewater, Nueva Jersey.
La pieza fusiona elementos de jazz, R&B, y soul, e incorpora fragmentos de notas de voz extraídas de las conversaciones de Adele con su hijo. Tiene influencias tanto del góspel como del soul setentero, y se fundamenta en una progresión de acordes arpegiados con un «piano de bar nocturno» y una línea de bajo funk con una oscilación sutil. Según Chris Willman, de Variety, el tema arranca con un piano eléctrico contenido y se transforma en «remolinos de orquestación». La interpretación vocal de Adele, en un registro bajo, fue comparada por Annabel Nugent, de The Independent, con «el humo que se eleva de un cigarrillo encendido posado sobre un cenicero». Diversos críticos han establecido paralelismos entre esta composición y el estilo de Marvin Gaye; así, Abby Aguirre, de Vogue, resaltó sus componentes—«un sexy groove setentero, cuerdas intensas y letras aún más contundentes», mientras que Nate Chinen, de NPR, atribuyó la similitud al «legado estilístico de la canción—hasta el melisma suavemente errante que concluye cada línea del verso». Por su parte, Neil Z. Yeung, de AllMusic, opinó que la «producción R&B ahumada» evoca a la de Alicia Keys a principios de los años 2000, y Mikael Wood, del Los Angeles Times, la describió como «un jam de soul exuberante con ecos del clásico Isaac Hayes».
Sus letras reflejan la perspectiva de una madre que ruega comprensión y perdón a su hijo. Adele aborda las consecuencias de su divorcio y admite sentirse culpable por cómo este ha alterado la vida del niño. A lo largo de la canción, se refiere a sí misma como «mamá» y a él como «mi pequeño amor». Las notas de voz incluidas muestran fragmentos de sus conversaciones, en las que él le hace varias preguntas. En el primer puente, Adele le pide que le diga que la ama, a lo que él responde: «Te amo un millón por ciento». La dinámica se invierte en el segundo puente, cuando él le confiesa que no se siente amado, pero ella le asegura que lo ama más que a nadie. A los 1:54 minutos, Adele le confiesa que ha tenido «muchas emociones fuertes últimamente»; al escuchar la pregunta de su hijo sobre qué significa eso, desarrolla su respuesta, explicando que se siente confundida y perdida. No obstante, le reitera que aún ama a su padre porque, de no ser por él, su hijo no existiría. La canción concluye con un mensaje de voz que Adele dejó a un amigo, en el que admite sentirse resacosa, ansiosa, paranoica y sola: «siento que hoy es el primer día desde que lo dejé en el que me siento sola. Y nunca me siento sola [...] Me da un poco de miedo sentirme así muchas veces».

## Recepción

### Comentarios de la crítica
Los críticos elogiaron «My Little Love» por su crudeza, honestidad y emotividad. Gabrielle Sanchez, de The A.V. Club, destacó el tira y afloja en el que una madre requiere el apoyo de su hijo mientras se siente culpable por exhibir sus emociones a la vista del menor, y Peter Piatkowski, de PopMatters, opinó que «la incomodidad se intensifica conforme el bagaje emocional plasmado en las letras amenaza con derrumbar el dique que retiene a Adele». Algunos comentaristas consideraron excesiva la incorporación de las notas de voz. Neil McCormick, de The Daily Telegraph, se cuestionó si realmente era necesario oír grabaciones caseras en las que Adele descargaba sus penas sobre su propio hijo o se lamentaba en el teléfono durante episodios de inseguridad, mientras que Ilana Kaplan, de Consequence, las calificó de superfluas, aunque reveladoras del estado de ánimo de la cantante.
Otros críticos subrayaron la expresión de soledad y vulnerabilidad en el mensaje final de voz. Alexis Petridis, de The Guardian, la describió como una exposición «sin límites» de sus heridas, comparable a «Mother» de John Lennon, mientras que Jillian Mapes, de Pitchfork, la consideró la «versión de Adele de tocar el fondo», y Emma Swann, de DIY, la calificó de «clímax desgarrador». Eric Mason, de Slant Magazine, sostuvo que la reafirmación del amor de Adele hacia su hijo 
«revelaba una tristeza más genuina que la de sus canciones previas centradas en desamores», mientras que Larry Mullin, de Exclaim!, afirmó que el tema ejemplifica la evolución temática de la cantante durante la última década. Por su parte, David Cobbald, de The Line of Best Fit, la consideró la muestra más destacada de la creatividad y habilidad de Adele en el disco, y Jason Lipshutz, de Billboard, la ubicó en el puesto 11 de una lista que elaboró sobre sus temas preferidos de 30, y señaló que ella «nunca ha sido tan audaz en la construcción de sus canciones». Finalmente, Rolling Stone la situó en el número 24 en una clasificación de la discografía de Adele correspondiente a 2021.

### Desempeño comercial
En Estados Unidos, alcanzó el número 23 en el Billboard Hot 100, mientras que en Canadá se posicionó en el 14 del Hot 100. En Australia llegó al puesto 11, y en Nueva Zelanda figuró en el número 10. Asimismo, en el Billboard Global 200 alcanzó el número 12. También se ubicó en diversas listas nacionales: en Islandia en el número 5, en los Países Bajos en el 14, en Suecia en el 16, en Portugal en el 33, en Noruega en el 35, en Dinamarca en el 37, y en Francia en el 66. Finalmente, la canción recibió una certificación de oro en Brasil.

## Créditos y personal
Créditos adaptados de las notas del álbum de 30.
- Greg Kurstin — producción, composición, ingeniería, bajo, mellotron, piano y steel guitar.
- Adele — voz y composición.
- Julian Burg — ingeniería.
- Chris Dave — batería y percusión.
- David Campbell — arreglo de cuerdas y dirección de orquesta.
- Randy Merrill — masterización.
- Tom Elmhirst — mezcla.

## Posicionamiento en listas
| Listas (2021)                      | Mejor posición |
| ---------------------------------- | -------------- |
| Australia (ARIA)                   | 11             |
| Canadá (Canadian Hot 100)          | 14             |
| Dinamarca (Tracklisten)            | 37             |
| Francia (SNEP)                     | 66             |
| Global 200 (Billboard)             | 12             |
| Islandia (Plötutíðindi )           | 5              |
| Países Bajos (Mega Single Top 100) | 14             |
| Nueva Zelanda (Recorded Music NZ)  | 10             |
| Noruega (VG-lista)                 | 35             |
| Portugal (AFP)                     | 33             |
| Suecia (Sverigetopplistan)         | 16             |
| Estados Unidos (Billboard Hot 100) | 23             |

## Certificaciones
| País   | Organismo certificador | Certificación | Ventas certificadas | Ref.   |
| ------ | ---------------------- | ------------- | ------------------- | ------ |
| Brasil | Pro-Música Brasil      | Oro           | 20 000              | [ 49 ] |